# ألان كارينغتون
ألان كارينغتون (بالإنجليزية: Alan Carrington)‏ هو كيميائي بريطاني، ولد في 6 يناير 1934 في غرينتش في المملكة المتحدة، وتوفي في 31 أغسطس 2013 في ونشستر في المملكة المتحدة.